# Goémonier
Le goémonier ou pigoulier, bezinear en breton léonard, est un pêcheur spécialisé dans la récolte des algues marines, plus précisément du goémon. Terme attesté en 1922, goémonier désigne aussi depuis 1930, par métonymie, un type de bateau utilisé pour cette récolte.

## Localisation

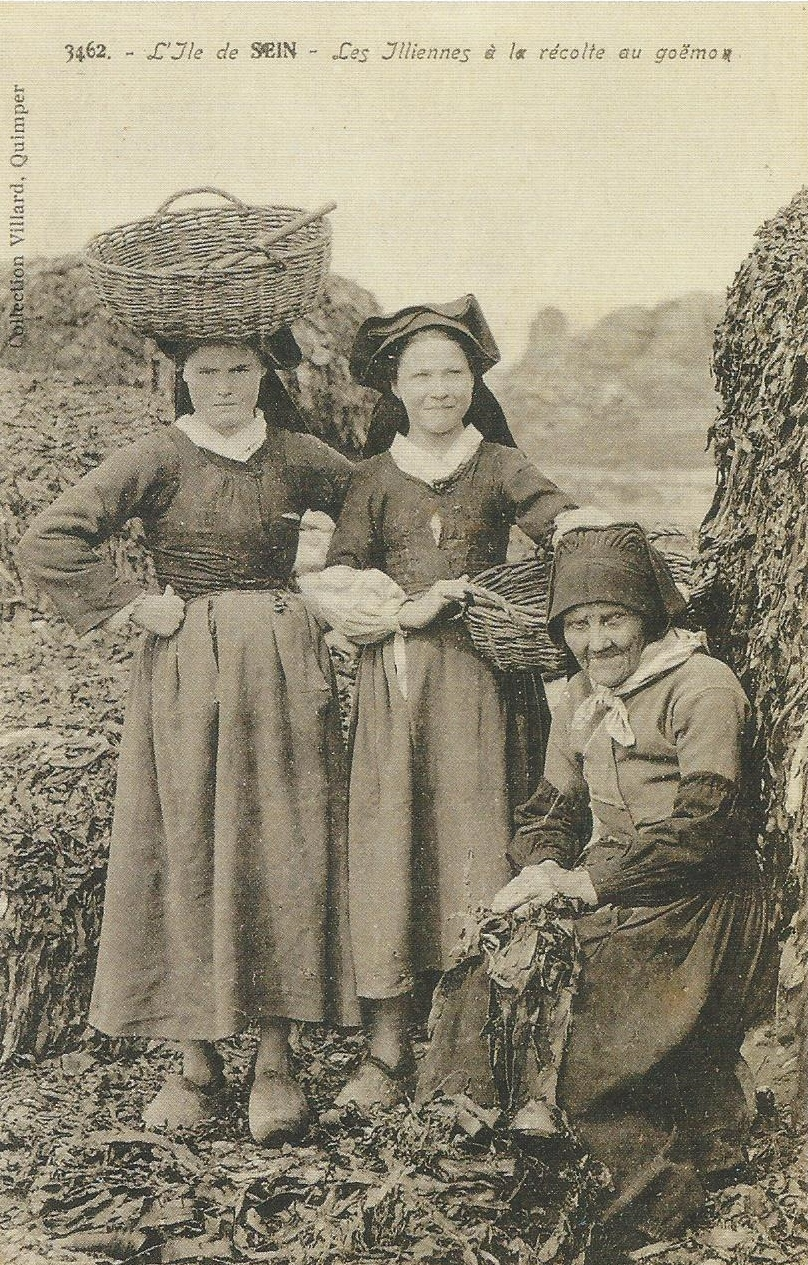
Sénanes au goémon.

Ce métier a été pratiqué en Bretagne partout où la ressource est disponible, particulièrement dans le Pays des Abers (Plouguerneau, Landéda, etc.), le Pays pagan, le Pays d'Iroise (Le Conquet, Lampaul-Plouarzel et les communes voisines) et les îles comme celles de l'archipel de Molène, Ouessant, les Glénan, l'île Tristan, etc.

## La récolte du goémon à pied
La récolte du varech est ainsi décrite en 1864 sur les côtes du nord du Finistère : 

« La coupe du varech a lieu à des époques fixes. Au jour convenu, on voit des populations entières accourir sur la grève, avec tous les moyens de transport qu'elles ont pu se procurer : chevaux, bœufs, vaches, chiens, tous les animaux sont employés, tous les instruments sont mis en réquisition ; on trouve au rendez-vous les femmes, les enfants, les vieillards ; personne ne reste au logis ce jour-là ; on dirait la récolte d'une manne céleste ! Les réunions ainsi formées, s'élèvent dans certaines baies à vingt mille personnes et plus. Chacun s'occupe de recueillir la plus grande quantité de varech possible pour en former un monceau sur le rivage. (...)
Le varech ne se recueille pas toujours sur le rivage ; il arrive souvent que les rochers auxquels il s'attache sont éloignés de la côte. Dans ce cas, les paysans ne peuvent disposer d'un nombre suffisant de bateaux pour transporter leur récolte sur la terre ferme ; ils lient les monceaux de varech avec des branches d'arbre et des cordes, et en forment d'immenses radeaux sur lesquels ils se placent avec leur famille ; une barrique est généralement attachée à l'extrémité de cette masse mouvante ; un homme s'y tient et, de cet endroit, dirige le mieux possible cet étrange navire. »

Le ramassage artisanal à pied du varech de la laisse de mer (dit "goémon de rive" ou "goémon d'épave") sur les plages reste pratiqué de nos jours, notamment pour la fertilisation de jardins potagers ou la récolte d'algues alimentaires.

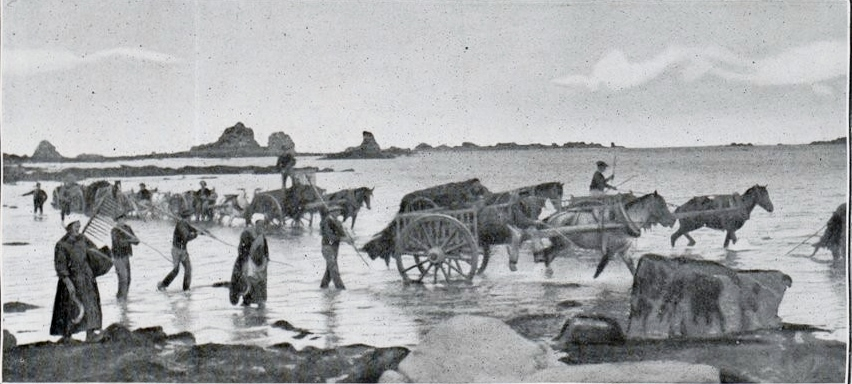
Retour de la coupe du goémon vers 1910 (photographie non localisée, probablement côte nord du Finistère).
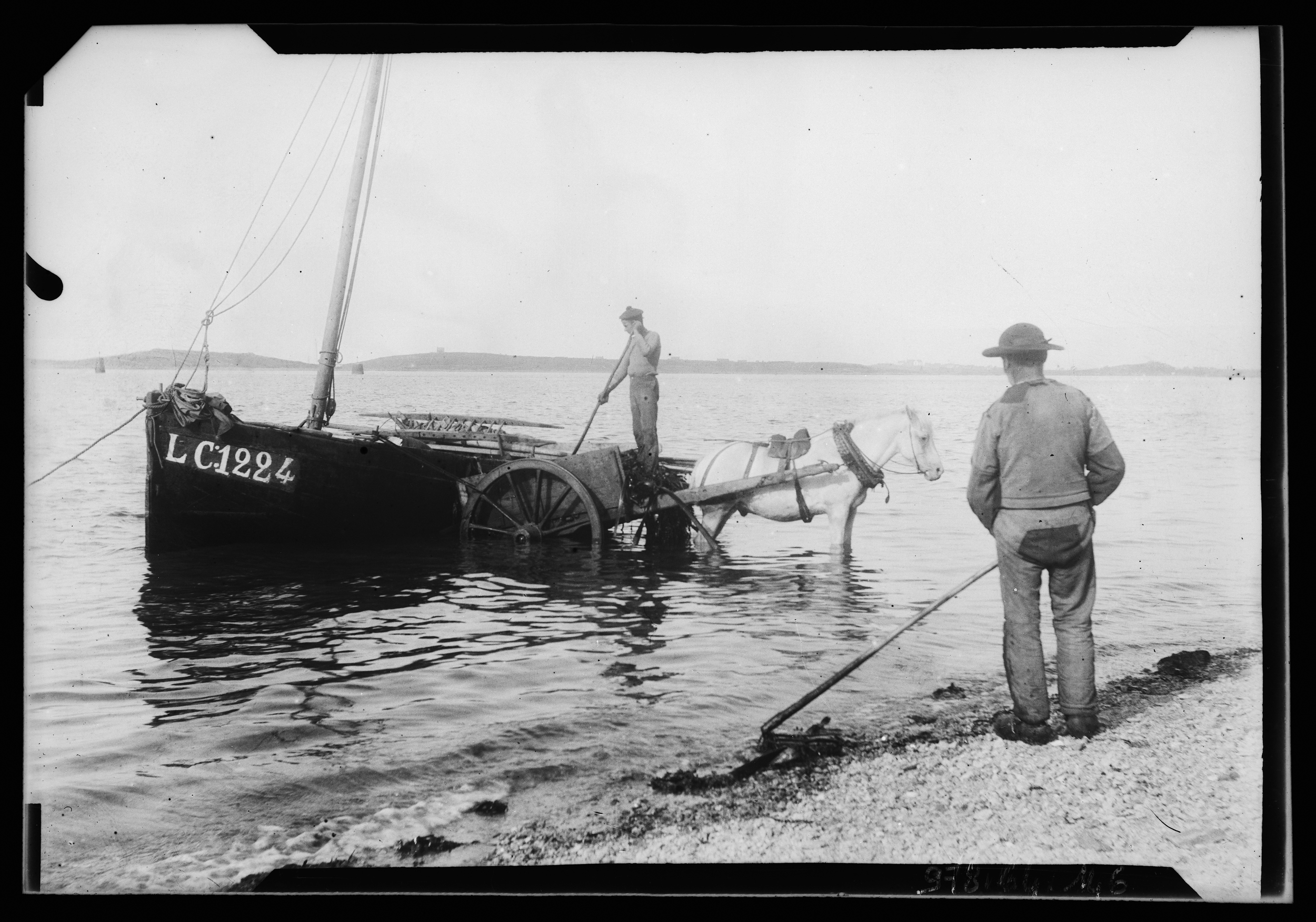
Pêcheurs de goémon dans la baie de Douarnenez, photographiés par Paul Gruyer en 1900-1902

## Bateau goémonier

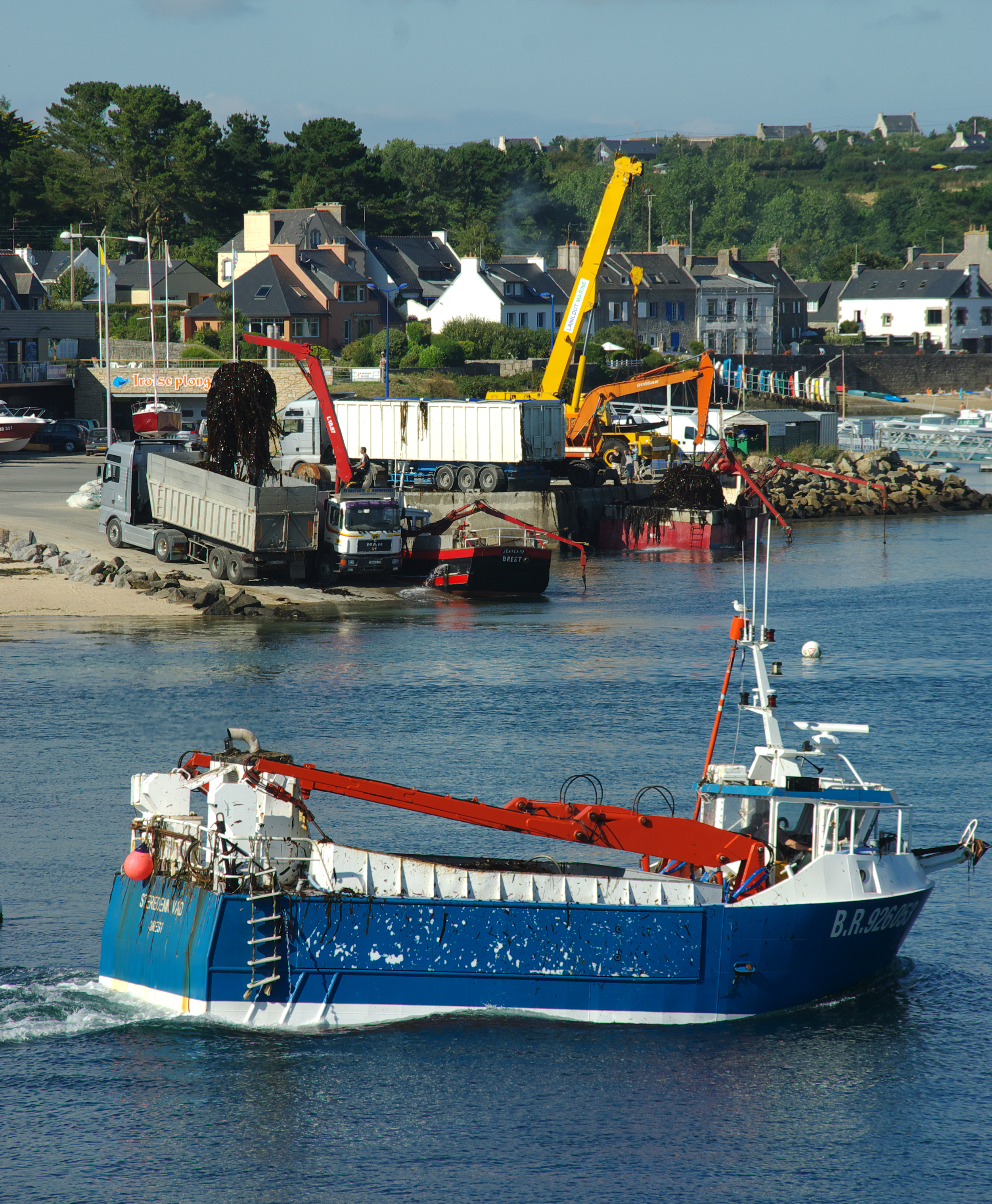
Retour d'un goémonier dans le port de Lanildut, alors que deux autres bateaux sont déchargés. Leurs « scoubidous » sont déportés sur leur tribord pour ne pas gêner la manœuvre.

Le goémonier est un bateau de petite taille, à fond plat et non ponté, équipé d'un bras mécanique articulé plongeant dans l'eau et se terminant par un « scoubidou » (outil en forme de crochet sur lequel les algues sont entraînées par un mouvement de rotation puis arrachées) ou un « peigne » (râteau constitué de « skis » entre lesquels s’intercalent des doigts, destiné à la récolte de la laminaire nordique). Les algues remontées à la surface sont ensuite stockées dans la cale du bateau, une pompe tournant en permanence pour évacuer l'eau embarquée avec les algues.
La pêche du goémon, qui connut son plein essor pendant la seconde moitié du XIXe siècle, provoqua la création de véritables flottilles goémonières, principalement dans le Léon, en particulier à Plouguerneau, Landéda, Portsall, Saint-Pabu, etc. À partir de la décennie 1870, les pigouliers, surnom donné aux goémoniers locaux, allaient cueillir le goémon de fond, le tali, principalement dans l’archipel de Molène autour des îles de Béniguet, Quéménès, Trielen et Bannec, plus secondairement autour d’autres îles (archipel des Glénan, Sein, Ouessant, etc.).

Vers 1920, plus de cent vingt bateaux « font le goémon » autour des îles de l’archipel de Molène et près de cent cinquante bateaux entre 1925 et 1930, années qui marquent l’apogée de cette activité. Le Conquet était, en raison de sa proximité des îles, le port où les pigouliers effectuaient leurs ravitaillements et embarquaient matériels et cheval, venus du Pays pagan sur des charrettes goémonières le plus souvent menées par l’épouse ou par un homme âgé.

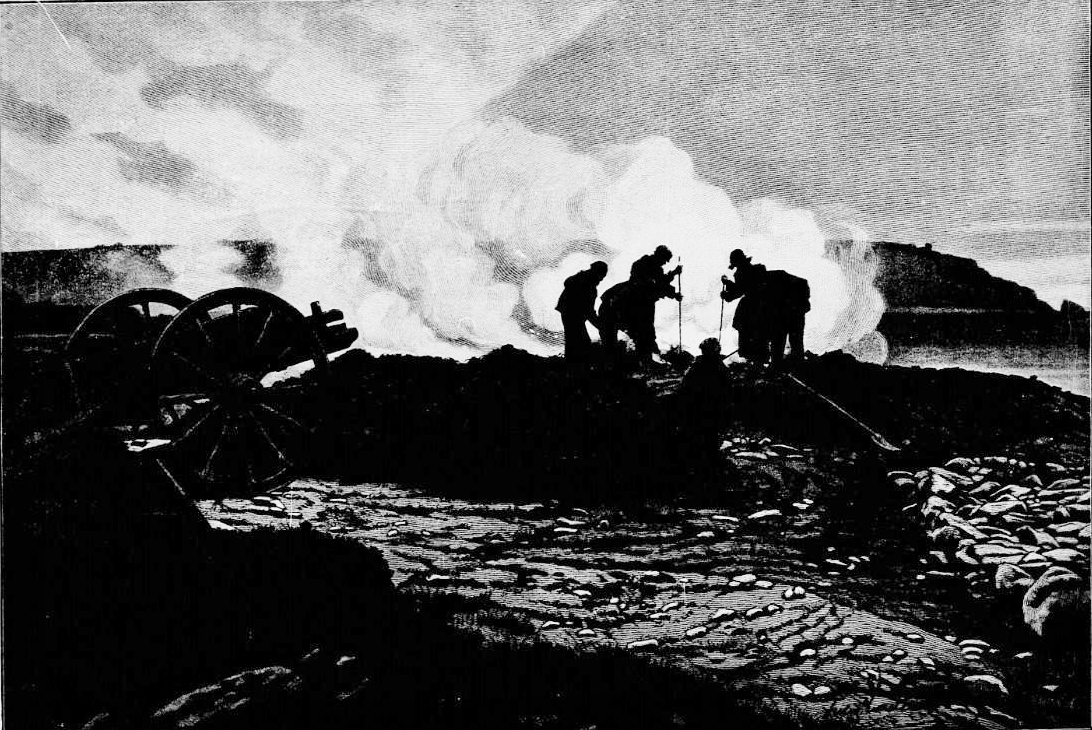
Le brûlage, dessin d'après photographie, ca. 1898.

### La vie quotidienne des pigouliers dans l'archipel de Molène
« Il y a là, au centre de chaque îlot, deux, trois groupes de cahutes très sordides, tandis que quelques autres se dispersent sur le pourtour de la dune, presque à l’aplomb de la grève. (…) À côté, le plus souvent, se trouve le refuge du cheval. Construites de rien, de pierres sèches et de glaise, certaines enfoncées un peu en terre, ces bicoques s’appuient le plus souvent contre un épaulement de terre. Les toits, faits de plaques métalliques rouillées, de planches et de papier goudronné, se défendent contre le vent par des mottes de terre appuyées par une bordure de galets (…). L’intérieur, un réduit sombre, plutôt carré, peut faire quatre mètres de long et presque autant de large. Dans une encoignure placée près de la porte à cause de la fumée, un trou minuscule percé dans le mur fait office de foyer. (…) Les pigouillers dormaient dans des hamacs ». « Ce qui indéniablement caractérise la vie de ces gens, c’est la dureté du métier, la lutte continuelle, dans un dénuement presque total, contre une nature inhospitalière. Dans une débauche d’efforts continuels, ils font de sacrées journées sous le soleil de l’été qui cuit leur visage, comme sous les averses cinglantes et froides des débuts de saison, où les oreilles sont enflammées et douloureuses, les mains et les doigts gourds ».
À bord des bateaux, chaque goémonier dispose généralement d’une paire de guillotines (une guillotine ou pigouille est une forte faucille en acier, se terminant en pointe, qui sert à trancher la stipe, c’est-à-dire la tige prolongée par un crampon qui fixe l’algue aux cailloux), l’une avec un manche de 13 pieds (4,15 mètres), l’autre munie d’un manche de 15 pieds (4,80 mètres), utilisée dans les zones les plus profondes. C’est le lendemain de la Saint-Jean, dans la dernière semaine du mois de juin, telle est la règle, que commencent les brûlages, les premiers de la saison.
Un article du journal L'Ouest-Éclair décrit ainsi la vie des pigouliers en 1933 :

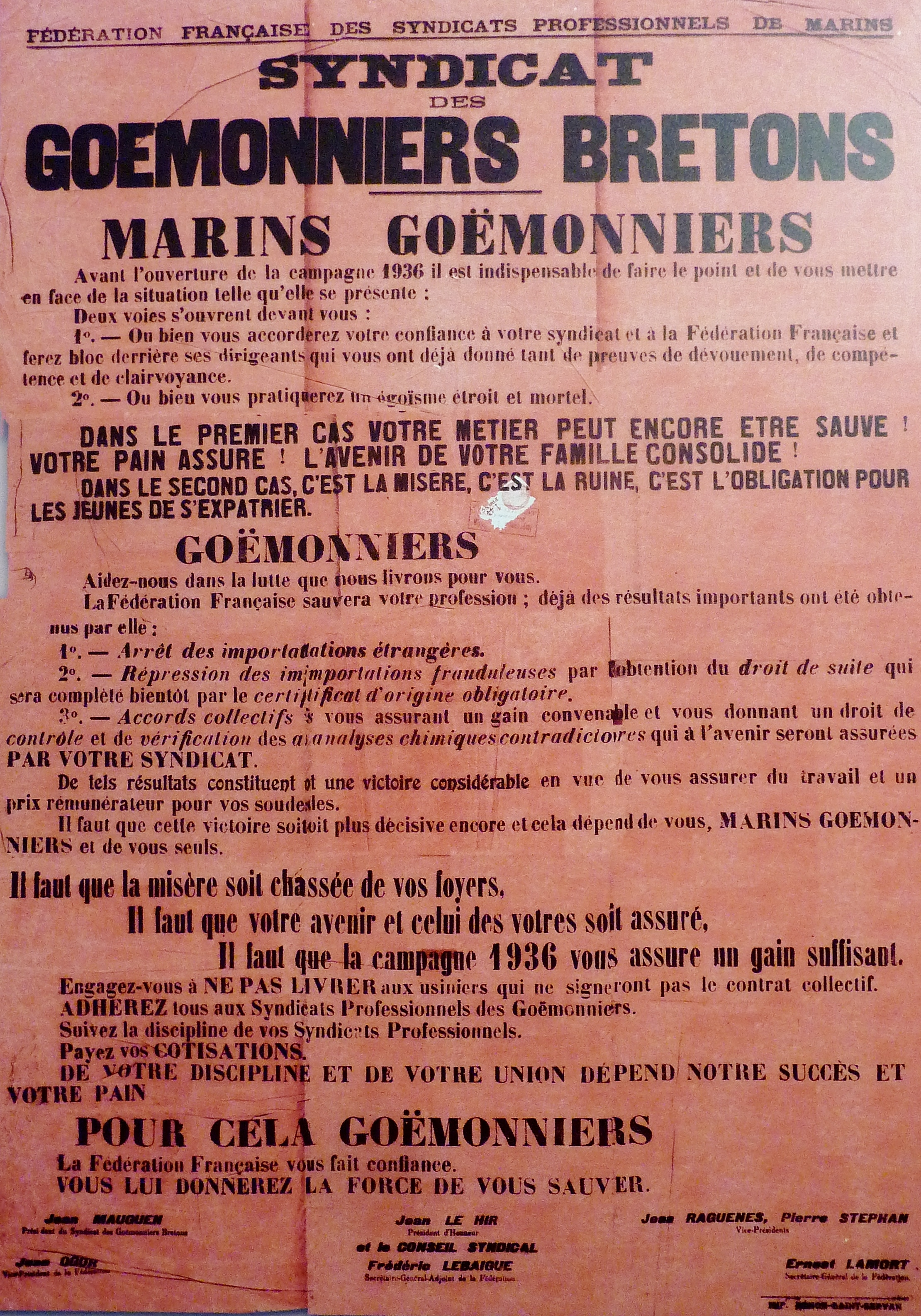
Tract syndical en faveur des goémoniers en 1936 (Écomusée de Plouguerneau).

« Tout le long de la côte sauvage, de Carantec à Lanildut, (...) chaque mois de mars les paysans rangent leurs chapeaux à guides dans les grandes armoires de chêne, confient la maison aux femmes et aux gosses, emmanchent leurs faucilles au bout de longues perches et se refont inscrits maritimes. Deux par deux, le père avec le fils ou la fille aînée, ou bien par couples de frères, ils s'en vont moissonner aux champs marins le tali, les laminaires dont on fait la soude. (...) Des centaines partent donc avec le surnom de pigouyer de Landéda, Lilia, Plouguerneau, Saint-Pabu, dans tous les sens, vers l'Île-Grande, l'Île de Batz, l'archipel molénais, Ouessant, les Glénan. En deux voyages, ils transportent les provisions, les outils, le cheval qui amarre au pied de mât, l'arrière-train dans les brancards de sa charrette. (...) Ils débarquent (...). Ils y retrouvent une cabane de l'été d'avant qu'ils réparent tant bien que mal. (...) Chaque marée basse, on voit la flottille des pigouyers s'éparpiller entre les récifs. Ce n'est pas facile de couper le tali qui ondule un, deux ou trois mètres sous la barque, encore moins de le hisser à bord du même coup de faucille (de guillotine) avant que le courant ne l'ait entraîné. »

## Le déclin du métier dans la seconde moitié duXXesiècle
Le métier de goémonier est en nette régression, bien que la demande en algues ne recule pas, essentiellement en raison des dangers présentés par la récolte des algues. Celles-ci colonisent en effet les zones rocheuses et affectionnent en même temps les forts courants marins, ce qui fait peser des dangers sur les occupants de bateaux de faibles dimensions. Au moins un accident survient chaque année durant la récolte du goémon. Les pêcheurs, qui auraient encore été plusieurs milliers à se consacrer à cette activité en mer durant les années 1950 au large de la Bretagne, ne seraient guère plus de 70 une cinquantaine d'années plus tard.
La modernisation des bateaux à partir de la décennie 1950, l'invention du scoubidou (un crochet en forme de tire-bouchon au bout d'un long manche, terminé par une manivelle) en 1960, puis la mise au point d'un bras hydraulique équipé d'une vis sans fin, ont transformé la vie des goémoniers. Le goémon n'est plus séché sur la dune et le débarquement est désormais mécanisé. Vers 2 000, 60 000 tonnes de laminaires étaient pêchés chaque année, principalement sur la côte nord du Finistère, Lanildut étant le premier port goémonier d'Europe.
Yann Queffélec décrit en ces termes l'évolution des techniques de ramassage du goémon : 

« On est goémonier à l'Aber-Ildut, chez moi, le premier port goémonier d'Europe, respect ! C'est avantageux pour l'emploi, pour l'économie, ça l'est moins pour les fonds marins. La cueillette se fait sur les platures de l'archipel de Molène, un jardin d'Eden amphibie peuplé d'algues uniques au monde. On les capturait à la faux, jadis, du bel artisanat manuel sans danger pour l'écosystème (...). Sont arrivés les navires à « scoubidou », merveilles de la technique déprédatrice, et c'est à l'arrache qu'on a tondu les sirènes ondoyantes, extirpé du flot les rutilantes chevelures de la mer océane, en quantités industrielles désormais. Et l'arrache ayant bonne conscience, on a réfléchi que le « peigne » arrachait plus vite et mieux que le « scoubidou », et que personne n'irait jamais voir ce qu'il advenait de la mer défigurée (...). »

## Dans les arts

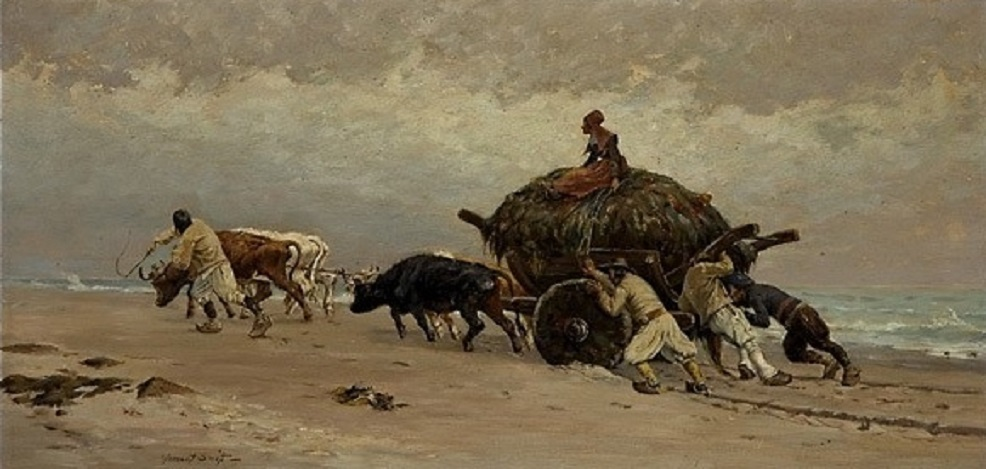
Clement Nye Swift, Ramasseurs de goémon, ca. 1875.
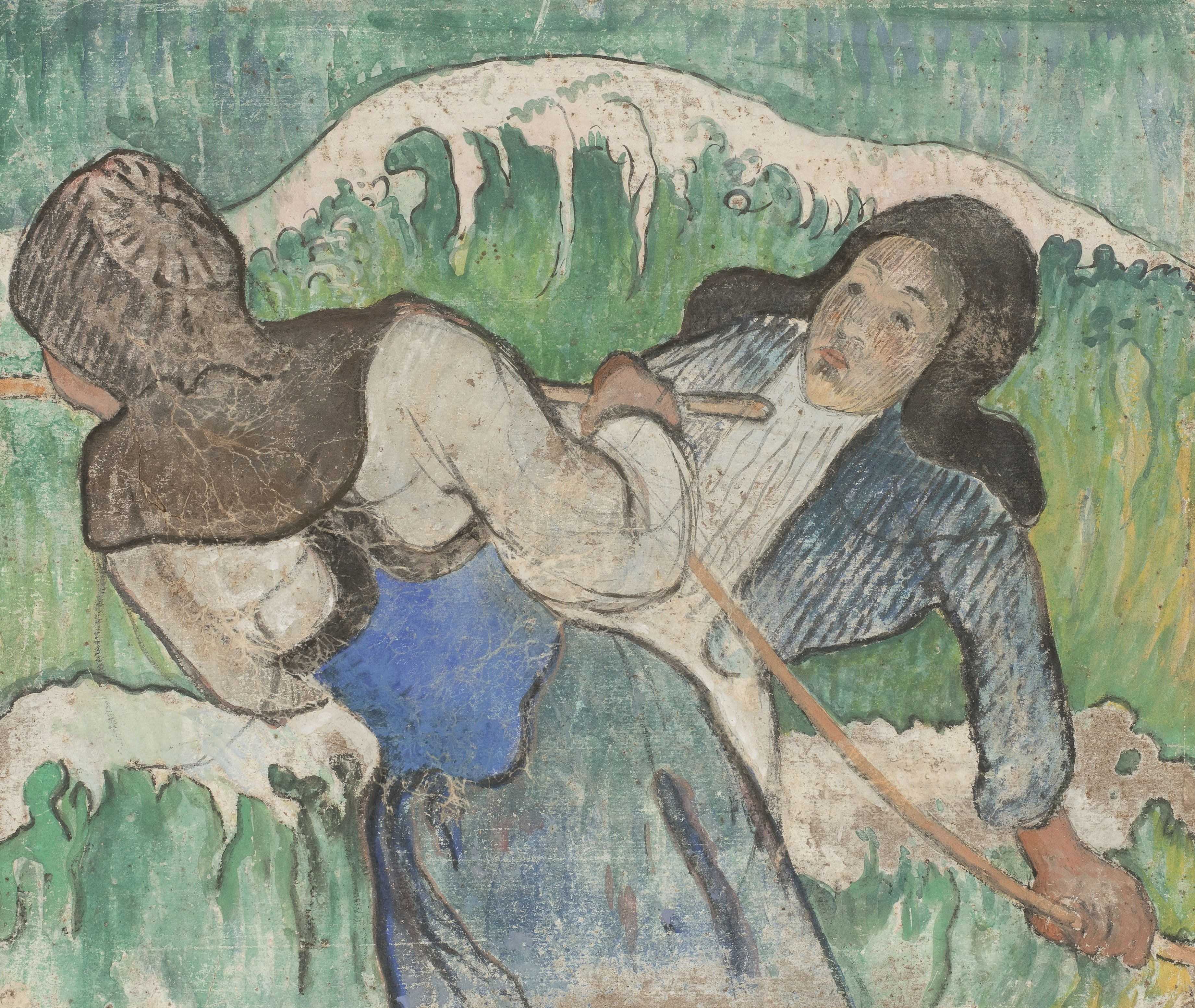
Paul Gauguin, Pêcheuses de goëmon, Le Pouldu, ca. 1889.
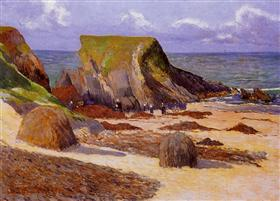
Maxime Maufra, La récolte des goémons, 1891.
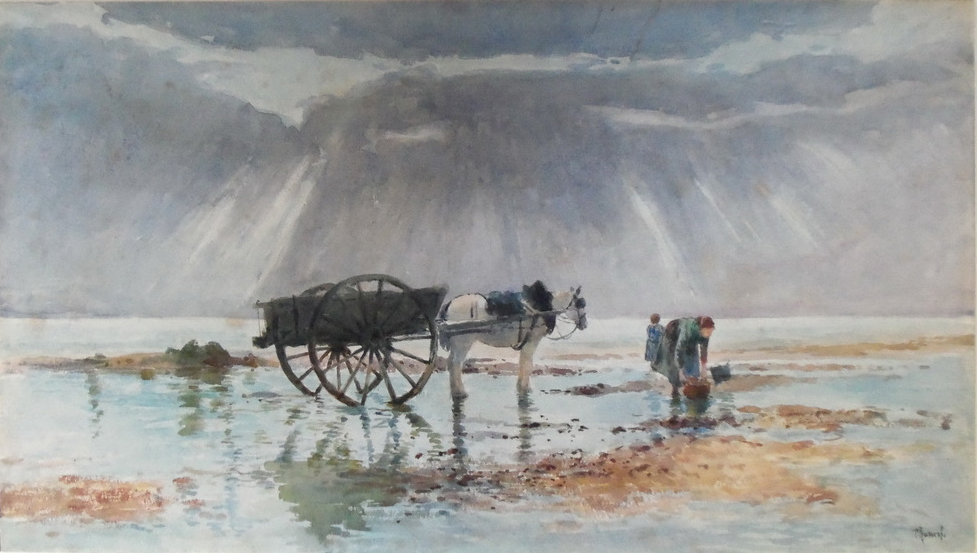
Paul Rossert, Le ramassage du goémon, fin XIXe siècle.
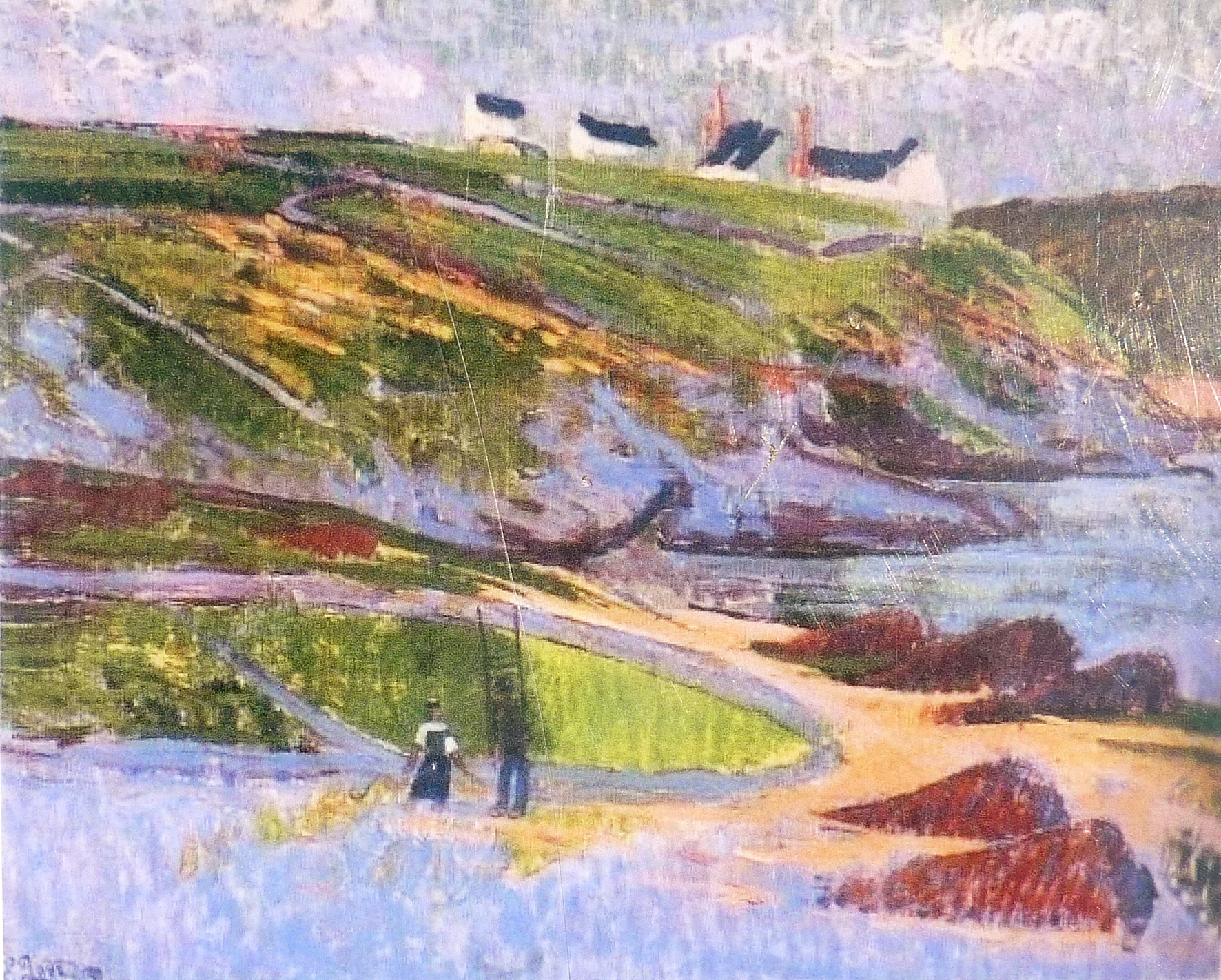
Émile Jourdan, Ramasseurs de goémon à Brigneau, ca. 1895.
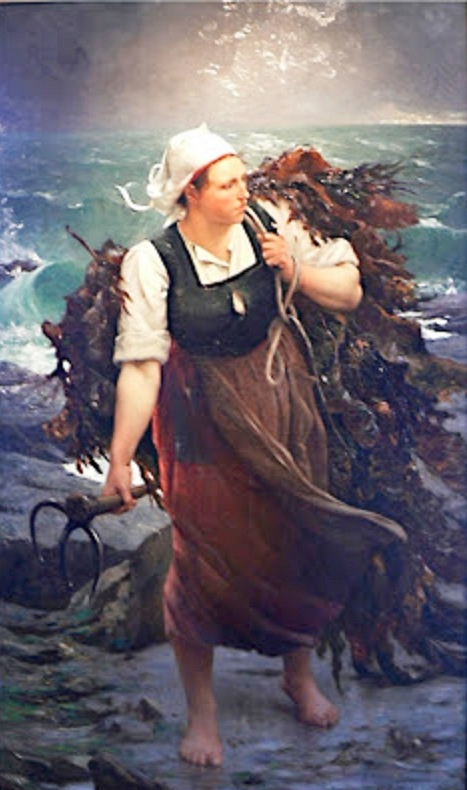
Alfred Guillou, La ramasseuse de goémon, 1899.
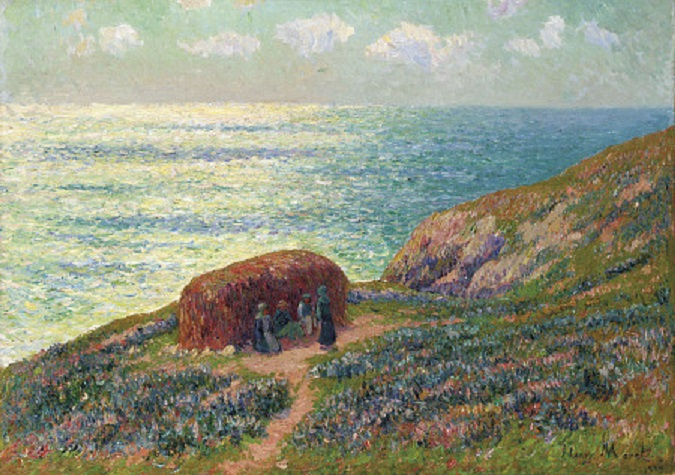
Henry Moret, Ramasseuses de goémon à Moëlan, 1900.
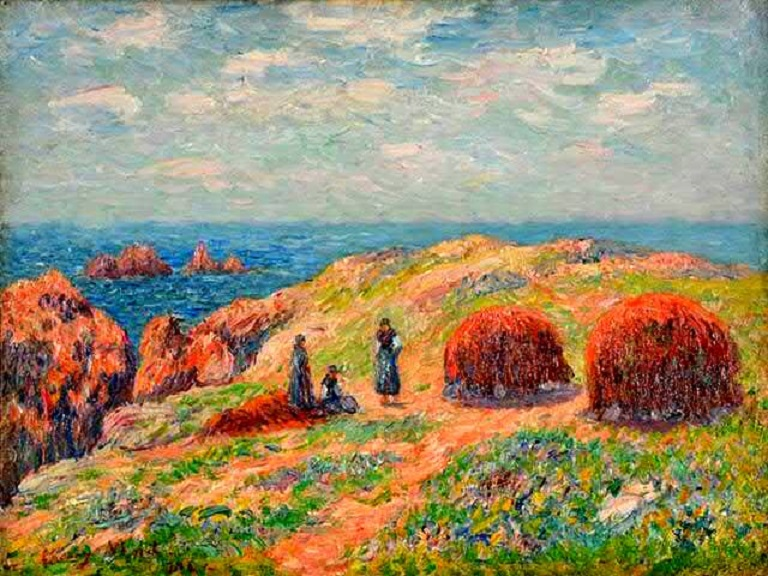
Henry Moret, Falaises d'Ouessant, 1902, goémonières et séchage.
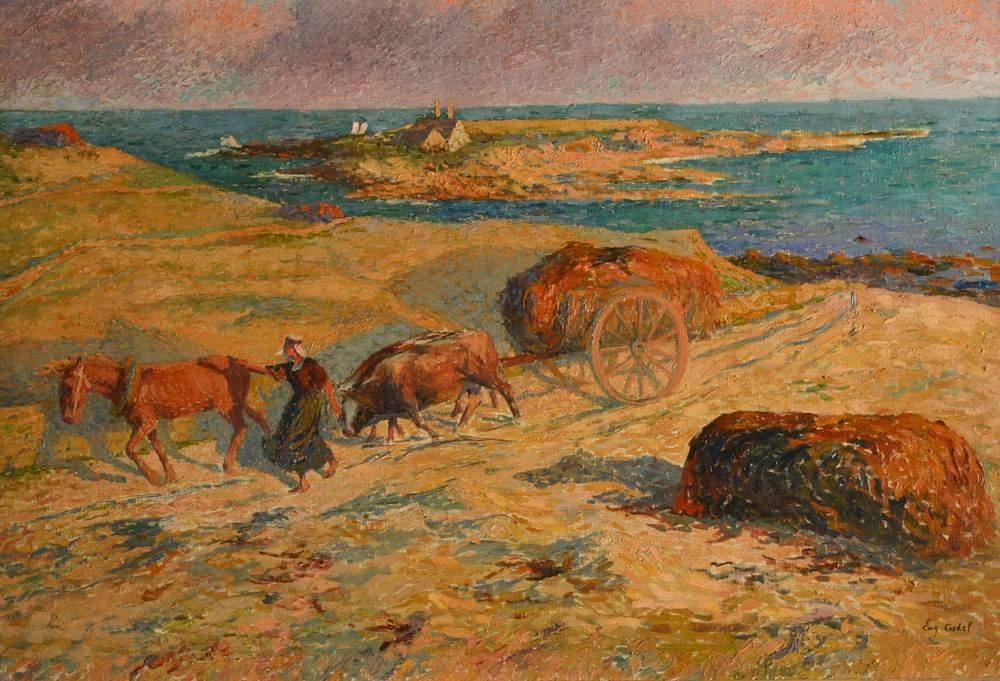
Eugène Cadel, Récole du goémon, Raguénès, ca. 1905.
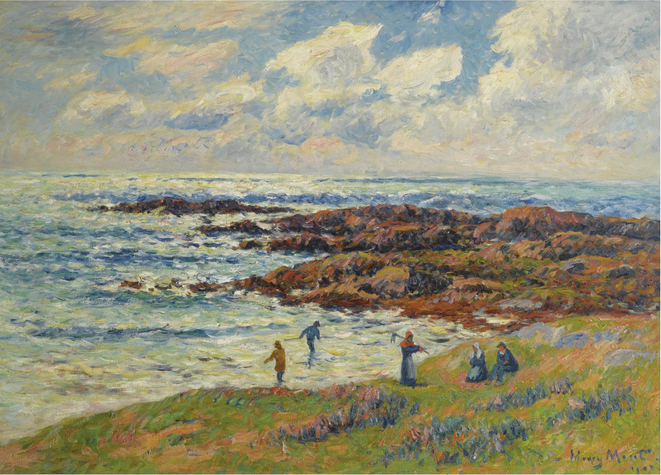
Henry Moret, La récolte des goémons à Névez, 1908.
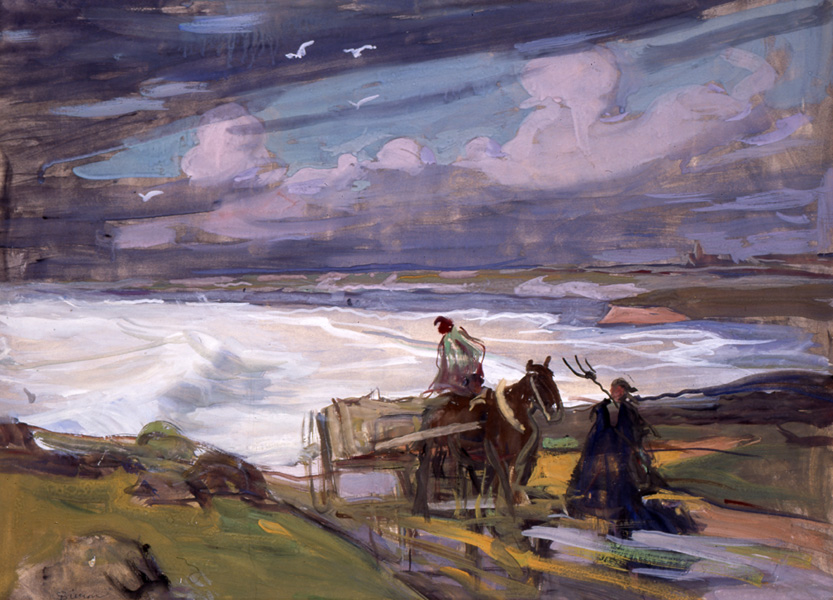
Lucien Simon, Le Ramassage du goémon, ca. 1924.
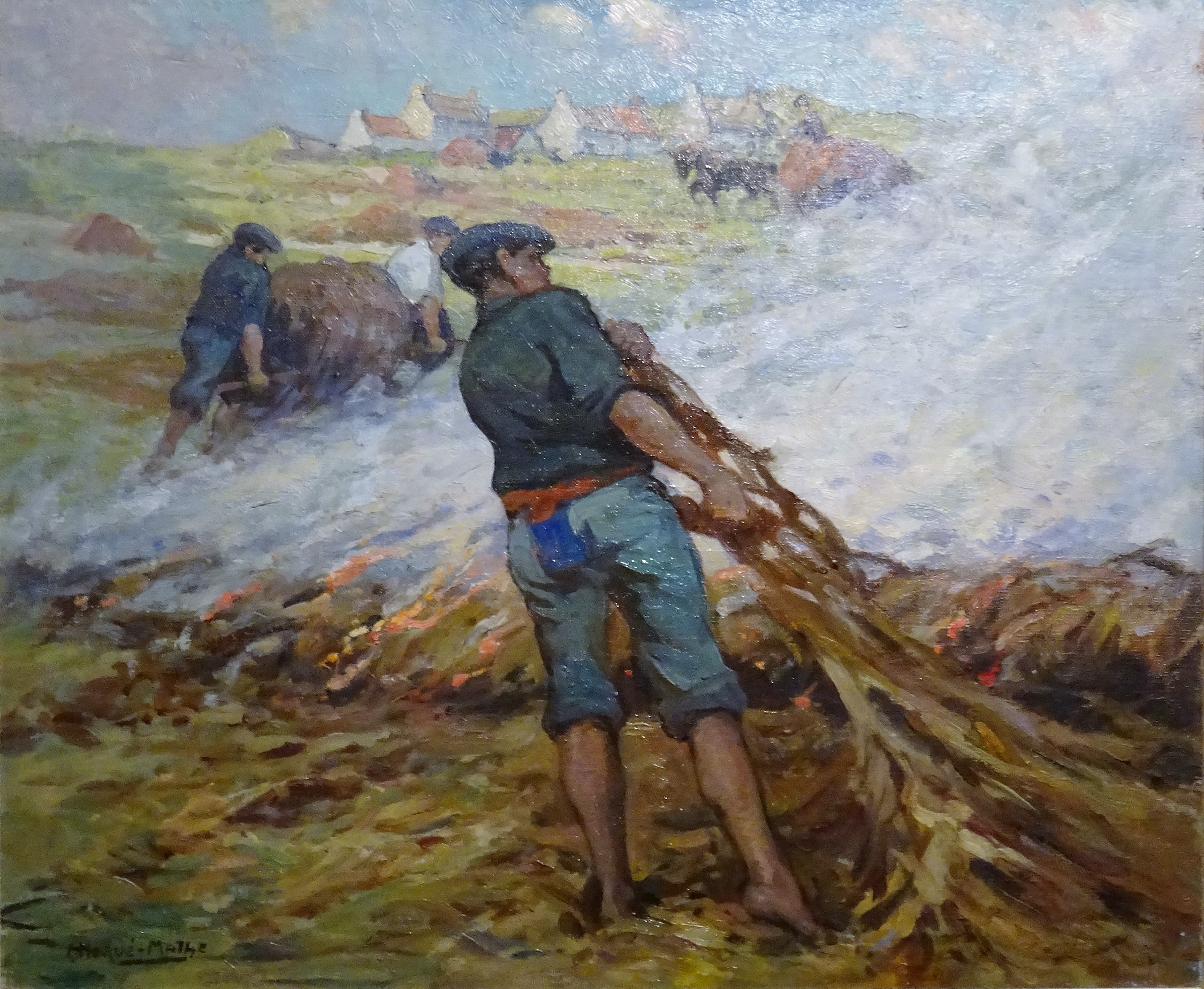
Jules Hervé-Mathé : Les brûleurs de goémon à Carantec (vers 1926).
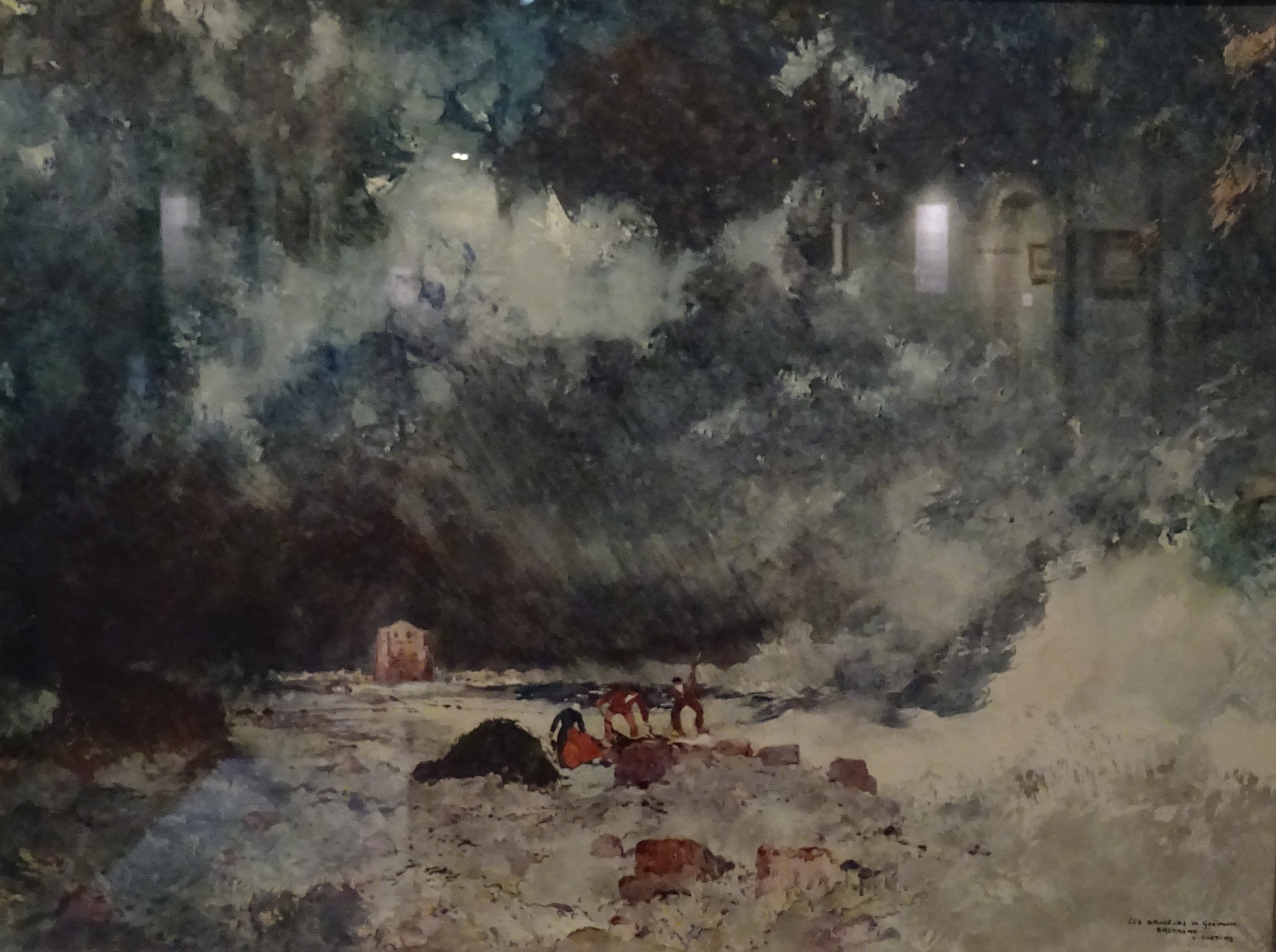
Ernest Guérin : Les brûleurs de goémon, Bretagne (aquarelle sur papier, non daté).

### Documentaires
- Yannick Bellon, Goémons, 1947, 20 min.